# جولييت (نظام ملفات)

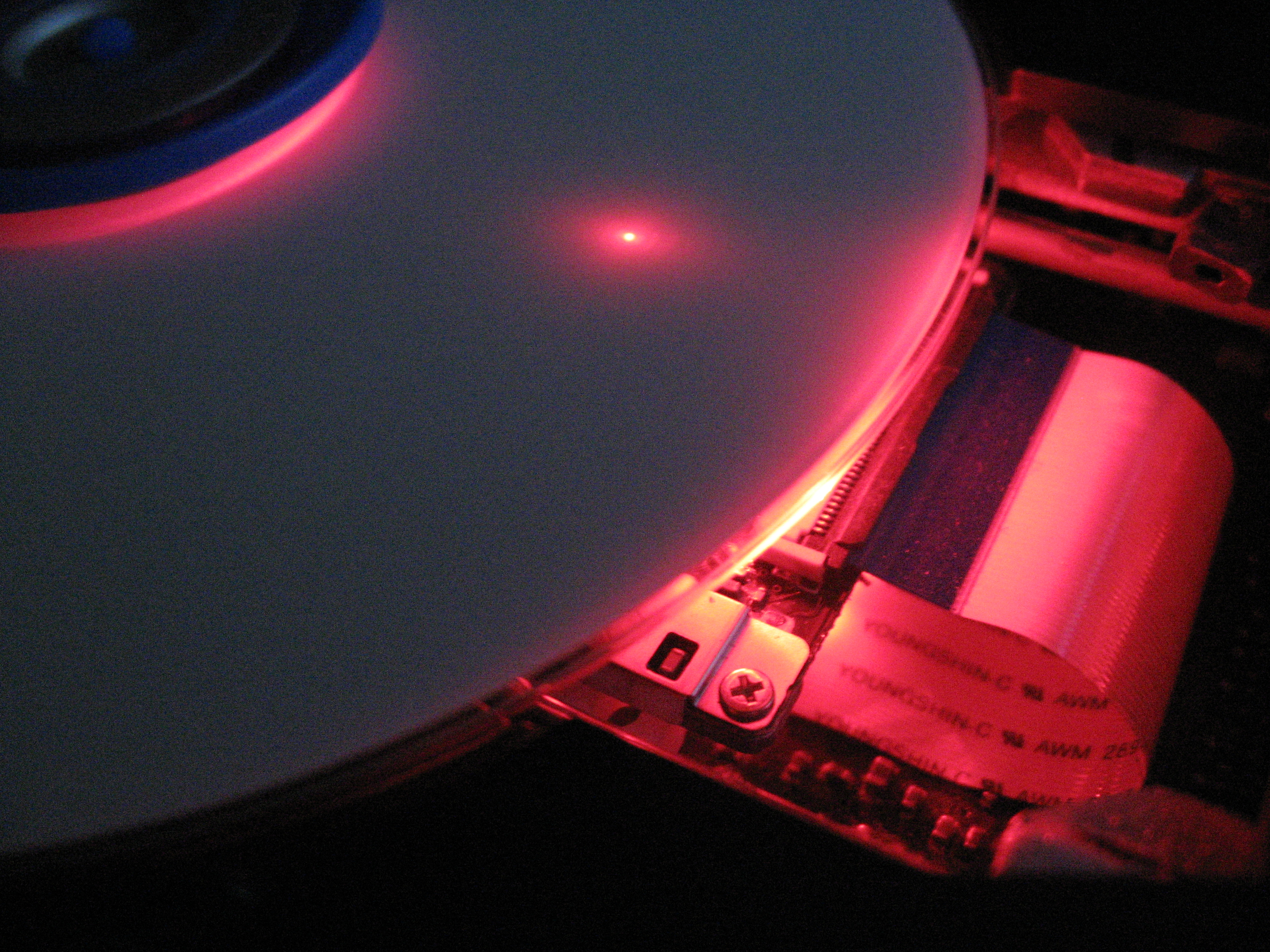

جولييت بالإنجليزية Joliet، وهو اسم الامتداد أو الصيغة للنظام الملفات أيزو 9660، لقد تم تخصيصه والمصادقة على نظام الملفات جولييت عن طريق شركة مايكروسوفت، وقد تم تطويره ليدعم جميع إصدارات نظام التشغيل ويندوز منذ نظام تشغيل ويندوز 95 وويندوز إن تي. ويهتم بشكل رئيسي على استرخاء قيود اسم الملف المتأصلة مع الـ ISO 9660 الكامل.
إنجاز جولييت لهذا بواسطة وضع مزوَد تقليدي لاسم الملف (يصل إلى 64 حرف يونيكود بالطول) ليكون مُرَمّز بـ UCS-2. أسماء هذه الملفات مخزنة في عنوان إضافي خاص يتم تجاهله بأمان عن طريق برنامج إذعان الـ ISO 9660، وهكذا يتم صون أو حفظ التوافقات العكسية من التلف.
أغلب أنظمة التشغيل الحالية للحواسيب (مثل مايكروسوفت، ماكنتوش، لينكس والـ فري بي إس دي) تستطيع قراءة وسائط بصيغة جولييت، وهكذا سيتم السماح بتبادل الملفات بين أنظمة التشغيل هذه حتى ولو كانت بأحرف غير رومانية مثل (الأحرف العربية، اليابانية أو السيريالية) والتي كانت صعبة التعامل مع الملفات بصيغة الـ ISO 9660 المبسطة. عادةً برامج النسخ على الأقراص المضغوطة مثل النيرو، تستخدم لإنشاء ملفات بنظام الملفات جولييت، عن طريق قرص وسائط قابل لإعادة الكتابة.